# Paraliparis deani
Paraliparis deani är en fiskart som beskrevs av Burke 1912. Paraliparis deani ingår i släktet Paraliparis och familjen Liparidae. Inga underarter finns listade i Catalogue of Life.